# معركة وادي بالاكوت
معركة بالاكوت (بالأوردية: بالاکوٹ) في باكستان الحالية، وقعت في 24 من ذي القعدة 1246 هـ - 6 مايو 1831 م
بعد أن احتل الإنجليز بلاد الهند وكانت تحت الحكم الإسلامي منذ عدة قرون، أخذ الإنجليز في ضرب الحكم الإسلامي بتقريب الهندوس والسيخ والتعاون معهم في حرب الإسلام والمسلمين،وقد قام الإنجليز باقتطاع منطقة البنجاب ذات الأغلبية المسلمة لصالح طائفة السيخ، فأقاموا عليها مملكة وإمارة خاصة تحت زعامة «نجيت سينج»، وقام هذا السيخي بتصفية الوجود الإسلامي بالبنجاب شيءًا فشيئًا.
ظهرت حركة جهادية داخل صفوف المسلمين بقيادة الإمام أحمد بن عرفان البريلوي الذي دعا إلى العقيدة السلفية ومحاربة البدع وجهاد الكفار، فاجتمع عنده الألوف من المسلمين الراغبين في إقامة شرع الله وتحرير البلاد من الاحتلال الإنجليزي، 
وقد قرر الإمام أحمد أن يبدأ أولاً بتحرير منطقة البنجاب المسلمة من الحكم السيخي، وبدأ حملته الجهادية ضد السيخ منذ سنة 1241 هـ، واستطاع أن يحقق عدة انتصارات كبيرة عليهم وحرر عدة أجزاء من البنجاب وبايعه الناس هناك على الجهاد.
ولكن حدثت الخيانة التي كانت دائمًا السبب الأول في فشل كثير من الحركات الجهادية، حيث تعاون القبوريون وأتباع الطرق المنحرفة من المسلمين مع السيخ وغيرهم واتفقوا على ترويج الشائعات والأكاذيب على الحركة والإمام أحمد حتى انفض كثير من الناس من حوله تحت تأثير هذه الدعايات الباطلة، وأصبح الإمام في قلة من أتباعه.
انتهز السيخ هذا الأمر وبالتعاون مع أحد الخونة انقضوا على حين غرة على الإمام أحمد وأتباعه وهم معسكرون في منطقة وادي بالاكوت بين جبلين شامخين وهي في باكستان الآن، وذلك يوم 24 من ذي القعدة سنة 1246 هـ واجتهد السيخ في الوصول للإمام لقتله واستمات أتباعه في الدفاع عنه حتى خر شهيدًا بإذن الله هو وأصحابه.

## لمزيد من الروابط
روابط خارجية

مقالات متعلقة

- مقال: رحلة الحج الغرفانية..الرد على المستشرقين ،موقع إسلام أون لاين
- مقال: أحمد الشهيد.. مجاهد من الهند ،موقع إسلام أون لاين
- مقال: أحمد بن محمد عرفان ،موقع قصة الإسلام
- مقال: المجاهد البطل أحمد بن عرفان الشهيد ،موقع واتا ،د. محمد بن موسى الشريف
- مقال: أحمد بن محمد عرفان ،شبكة حنين
- مقال: السيد الإمام أحمد بن عرفان البريلوي ،شبكة روض الرياحين
- مقال: عظماء منسيون (1) : المجاهد البطل أحمد بن عرفان الشهيد  ،منتدى فرسان الحق ،د. محمد بن موسى الشريف
- مقال: أحمد بن عرفان الشهيد ،منتدى التاريخ ،د.محمد بن موسى الشريف

كتب مسموعة

- كتاب مسموع: أحمد بن عرفان الشهيد_1 ،شبكة الألوكة
- كتاب مسموع: أحمد بن عرفان الشهيد_2 ،شبكة الألوكة